# علامة ليفين
علامة ليفين (بالإنجليزية: Levine's sign)‏ هي علامة طبية تشير لاستخدام قبضة اليد بوضعها على الصدر لوصف ألم الصدر الناتج عن نقص التروية، نظرًا لأن الألم المنقول المرتبط بنقص التروية عادة ما يشع إلى الطرف الأيسر، فعادة ما يستخدم المصاب الذراع الأيمن في تحديد موضع الألم علي الصدر.
سميت علامة ليفين علي اسم صامويل أ. ليفين (1891-1966)، وهو طبيب قلب أمريكي مؤثر، وقد لاحظ لأول مرة أن العديد من المرضى الذين يعانون من آلام في الصدر استخدموا هذه العلامة نفسها لوصف أعراضهم. يمكن رؤية هذه الإشارة في المرضى الذين يعانون من متلازمة الشريان التاجي الحادة ( احتشاء عضلة القلب والذبحة الصدرية ).
هناك علامة مختلفة من هذه العلامة التي تستخدم كف اليد 
```
(راحة اليد) بالكامل بدلاً من القبضة وتعرف باسم علامة الكف (راحة اليد)، كما تُعرف في أمريكا اللاتينية على نطاق واسع باسم علامة كوسيو 
(
بالإنجليزية
: 
Cossio's Sign
)‏
 أو علامة كوسيو-ليفين. سميت هذه العلامة باسم طبيب القلب الأرجنتيني الشهير بيدرو ألورالدي كوسيو (1900-1986) الذي وصفها في وقت ما في عام 1934.
```